# Georges Mouly
Pour les articles homonymes, voir Mouly.
Georges Mouly, né le 21 février 1931 à Saint-Aulaire et mort le 7 décembre 2019 à Tulle,, est un homme politique français, membre du groupe Rassemblement démocratique et social européen.

## Biographie
Professeur de formation, il a été élu sénateur de Corrèze le 28 septembre 1980, réélu le 24 septembre 1989 et le 27 septembre 1998 puis ne se représente pas lors du renouvellement du 21 septembre 2008.
Il est l'auteur de plusieurs ouvrages dont Les années d'insouciance et Profession, débutant....

## Anciens mandats
- Maire de Tulle de 1971[4] à 1977
- Conseiller municipal de Tulle de 1977 à 1989
- Maire de Saint-Priest-de-Gimel de 1989 à 2001
- Conseiller général du canton de Tulle-Sud (1976-1982) puis de Tulle Campagne Sud (1982-2008).
- Membre du Conseil d'orientation des retraites